# Salu (Tartu)
Salu – wieś w Estonii, w prowincji Tartu, w gminie Tartu.